# Liste der Baudenkmäler in Würzburg-Zellerau
In der Liste der Baudenkmäler in Zellerau sind die Baudenkmäler im Würzburger Stadtbezirk 02 Zellerau aufgelistet.
Diese Liste ist eine Teilliste der Liste der Baudenkmäler in Würzburg. Grundlage der Liste ist die Bayerische Denkmalliste, die auf Basis des bayerischen Denkmalschutzgesetzes vom 1. Oktober 1973 erstmals erstellt wurde und seither durch das Bayerische Landesamt für Denkmalpflege geführt und aktualisiert wird. Die folgenden Angaben ersetzen nicht die rechtsverbindliche Auskunft der Denkmalschutzbehörde.

## Baudenkmäler
| Lage | Objekt | Beschreibung | Akten-Nr.       | Bild |
| --- | --- | --- | --------------- | --- |
| Adelgundenweg 2 (Standort) | Villa | Zweigeschossiger Mansardwalmdachbau mit übergiebeltem Mittelrisalit, verschiedenfarbiger Backstein, gotisierend, 1891 | D-6-63-000-726  | BW |
| Brunostraße 1, 2, Frankfurter Straße 41, Fröhlichstraße 2, 4, 6, 8, 10, 12, 14, 16, Jägerstraße 34, Scherenbergstraße 1, 3, 5, 7, 9, 11, 13, 15 (Standort) | Genossenschaftshaus, Wohnanlagen der Handwerks-Baugenossenschaft                                           | Zwei in leichter Hanglage je einen Hof umschließende viergeschossige Walmdachbauten mit je zehn Hausabschnitten, mit dreiteilig angelegten Straßenfronten, Heimatstil mit barockisierenden und expressionistischen Details, nach Plänen von Eugen Weis, 1928–1931 | D-6-63-000-840  | [[Vorlage:Bilderwunsch/code!/C:49.79334,9.91077!/D:Brunostraße 1, 2, Frankfurter Straße 41, Fröhlichstraße 2, 4, 6, 8, 10, 12, 14, 16, Jägerstraße 34, Scherenbergstraße 1, 3, 5, 7, 9, 11, 13, 15, Genossenschaftshaus, Wohnanlagen der Handwerks-Baugenossenschaft!/\|BW]] |
| Frankfurter Straße 3 (Standort) | Wohnhaus                                                                                                   | Schmaler dreigeschossiger Walmdachbau mit übergiebeltem Mittelrisalit und Balkon, Putzmauerwerk mit sparsamen Gliederungen, spätklassizistisch, 1884 | D-6-63-000-129  | Wohnhaus |
| Frankfurter Straße 5, 7 (Standort) | Mietshaus                                                                                                  | Viergeschossiger Walmdachbau in Ecklage, Backstein mit Sandsteingliederungen, um 1900 | D-6-63-000-783  | BW |
| Frankfurter Straße 10 (Standort) | Mietshaus                                                                                                  | Viergeschossiger Walmdachbau mit Krüppeldachzwerchgiebeln, Putzmauerwerk mit Eckerker und figuralem Stuck, Jugendstil, 1903/04 Hoftorbogen, Schmiedeeisen, Jugendstil, Anfang 20. Jahrhundert | D-6-63-000-130  | Mietshaus |
| Frankfurter Straße 12 (Standort) | Mietshaus                                                                                                  | Viergeschossiger Walmdachbau mit übergiebeltem Mittelrisalit und Sandsteinerkern, gotisierend, 1896 | D-6-63-000-131  | Mietshaus |
| Frankfurter Straße 14 (Standort) | Mietshaus                                                                                                  | Viergeschossiger Mansardwalmdachbau mit Zwerchhäusern, ornamentierte Putzfassade mit Loggien, Jugendstil, bezeichnet „1912“ | D-6-63-000-132  | Mietshaus |
| Frankfurter Straße 15 (Standort) | Berufsschule, ehemalige Hufbeschlag-Lehranstalt                                                            | Zweigeschossiger Walmdachbau über hohem Kellersockel, Putzmauerwerk mit Werksteingliederung, barockisierend, 1903/04 Hoftor, Rundbogentor mit Relief und Vasenbekrönung, Kalkstein, Anfang 20. Jahrhundert | D-6-63-000-133  | weitere Bilder |
| Frankfurter Straße 23 (Standort) | Mietshaus                                                                                                  | Viergeschossiger Walmdachbau mit Mittelrisalit, Putzmauerwerk mit Putzgliederungen, historisierend, um 1890, Dachaufbau verändert | D-6-63-000-135  | Mietshaus |
| Frankfurter Straße 27 a (Standort) | Transformatorenhaus und Ladenanbau                                                                         | Transformatoren- und Umspannstation, erdgeschossiger massiver Flachbau mit weitem Dachüberstand, 1949 von Georg Eydel; Ladenanbau, erdgeschossiger verglaster Flachbau mit halbrunder Stirnfassade und weitem Dachüberstand, 1956 wohl von Peter Pfannes | D-6-63-000-1169 | BW |
| Frankfurter Straße 87 (Standort) | Würzburger Bürgerbräu, ehemalige Brauerei, jetzt Kultur- und Kreativzentrum                                | Fabrikantenvilla, heute Siebold-Museum, freistehender zweigeschossiger Mansardwalmdachbau mit Risaliten und Säulenaltan, Sandsteinquadermauerwerk mit Gliederungen über Kalksteinsockel, Historismus, Friedrich Buchner, 1887, Dach verändert Zugehöriger großer Park Pförtnerhaus, eingeschossiger Flachdachbau, unverputztes Kalksteinmauerwerk mit Sandsteinrahmungen, ab 1886 Fabrikgebäude, teilweise in Formen der Neurenaissance, ab 1886 von Friedrich Buchner Angestelltenwohnhaus, dreigeschossiger Krüppelwalmdachbau, Putzmauerwerk mit Sandsteinrahmungen, Schweizerhaus-Stil, ab 1886 Zierbrunnen, ehemaliger Springbrunnen im Grottenstil, Kalksteinsinter, Ende 19. Jahrhundert | D-6-63-000-136  | weitere Bilder |
| Frankfurter Straße 91 a (Standort) | Villa | Zweigeschossiger Fachwerkbau mit Krüppelwalmdach und angebautem Turm mit Haubendach, vorgelagerte Terrasse über Kalksteinarkaden, Jugendstil, Anton Eckert, 1904 Mit umgebendem Park | D-6-63-000-137  | BW |
| Frankfurter Straße 92, 94 a (Standort) | Zwei Landhäuser                                                                                            | Spiegelsymmetrisch errichtete zweigeschossige Massivbauten mit je einem Walm- und Satteldachkopfbau, Putzmauerwerk mit sparsamen Gliederungen, spätklassizistisch, um 1860/70 | D-6-63-000-138  | BW |
| Frankfurter Straße 99 (Standort) | Antoniusheim, Kloster                                                                                      | Konventgebäude, zweiflügeliger dreistöckiger Walmdachbau, Putzmauerwerk mit Sandsteinrahmungen und rundbogiger Tordurchfahrt, 17. Jahrhundert Angebaute Kapelle, Satteldachbau mit Giebelreiter und fluchtendem Dreiseitchor, neugotisch, zweite Hälfte 19. Jahrhundert; mit Ausstattung Reliefplatte, bezeichnet „1715“ | D-6-63-000-139  | BW |
| Frankfurter Straße 120 (Standort) | Ehemaliges Zollhaus                                                                                        | Eingeschossiger Krüppelwalmdachbau, Fachwerkdachgeschoss mit Drempel und ausladendem Freigespärre sowie seitlichem Turm mit Fachwerkobergeschoss, Haube und Laterne, historisierend, um 1890 | D-6-63-000-140  | Ehemaliges Zollhaus |
| Frankfurter Straße 142 (Standort) | Landhaus                                                                                                   | Zweigeschossiger Satteldachbau über Kellerhanggeschoss mit weitem Dachüberstand, Freigespärre und Brettschnitzereien, Putzmauerwerk mit geschnitzten Holzrahmungen, Schweizerhausstil, 1862 Nebengebäude, eingeschossiger Satteldachbau mit Pultdachseitenflügeln Terrassengarten | D-6-63-000-141  | BW |
| Friedrichstraße 3 (Standort) | Wohnhaus                                                                                                   | Zweigeschossiger Mansardwalmdachbau mit Risaliten, Backstein mit Sandsteingliederung, 1892 | D-6-63-000-161  | weitere Bilder |
| Friedrichstraße 5, 7 (Standort) | Doppelhaus                                                                                                 | Zweigeschossiger Mansardwalmdachbau mit Eckrisaliten und Konsolerkern, Backsteinobergeschoss mit Sandsteingliederungen über Putzrustika-Erdgeschoss, 1892 | D-6-63-000-162  | weitere Bilder |
| Friedrichstraße 9 (Standort) | Adalbert-Stifter-Volksschule                                                                               | Dreigeschossiger Mansardwalmdachbau mir geschweiften Blend-Zwerchgiebeln sowie Dachreiter mit Haubendach und Laterne, angeschlossener dreigeschossiger Flügel mit Walmdach, Risaliten und turmförmigen Anbauten mit unterschiedlichen Dachformen, ornamentierte Putzfassade unter Verwendung von Werksteinelementen, barockisierender Jugendstil, bezeichnet „1908/09“ Zugehörige Einfriedung, verputzte Mauer mit Portalen | D-6-63-000-163  | weitere Bilder |
| Friedrichstraße 11, 11 a (Standort) | Villa | Zweigeschossiger Walmdachbau mit übergiebeltem Risalit, Turm, Loggia und Dachterrasse, Backstein mit reicher Werksteingliederung, historistisch, 1891 Zugehöriges Nebengebäude, zweigeschossiger Walmdachbau mit übergiebelter Holzloggia, Fachwerk mit Backsteinausfachung Einfriedung, schmiedeeiserner Zaun mit Backstein/Sandsteinpfeilern | D-6-63-000-164  | weitere Bilder |
| Friedrichstraße 26 (Standort) | Katholische Pfarrkirche Heilig Kreuz                                                                       | Dreischiffige Basilika mit Satteldach und seitlich integriertem rechteckigem Turm mit Walmdach und hoher Laterne, Putzbau mit Kalksteingliederungen, Löwenportal und Wandmalerei, Michael Niedermeier, 1934/1935 | D-6-63-000-165  | weitere Bilder |
| Friedrichstraße 27 (Standort) | Villa | Zweigeschossiger Mansardwalmdachbau mit Gauben, Risalit und Annexbauten, Putzmauerwerk mit zurückhaltender Gliederung, barockisierender Heimatstil, 1928 | D-6-63-000-166  | weitere Bilder |
| Georg-Eydel-Straße 2 (Standort) | Ehemaliges Offizierskasino, jetzt Fraunhofer-Institut für Silicatforschung                                 | Dreigeschossiger Walmdachbau mit dominierendem Mittelrisalit, Backsteinmauerwerk mit Sandsteingliederungen, Neurenaissance, um 1880 Einfriedungsmauer, verschiedenfarbiger Backstein, um 1880 | D-6-63-000-390  | weitere Bilder |
| Georg-Eydel-Straße 13 (Standort) | Versorgungsamt                                                                                             | Hauptgebäude, dreigeschossiger Walmdachbau mit betonter Mittelachse durch Balkon und Giebel, Backstein mit Sandsteingliederung, historisierend, bezeichnet „1897/98“, Dach verändert Zwei Nebengebäude, langgestreckte dreigeschossige Walmdachbauten mit dreieinhalbgeschossigem Mittel- bzw. Kopfbau, Backstein mit sparsamen Sandsteingliederungen, zweite Hälfte 19. Jahrhundert | D-6-63-000-750  | BW |
| Hexenbruchweg 10 (Standort) | Villa Wittelsbacher Höhe                                                                                   | Eingeschossiger Krüppelwalmdachbau mit Giebeln und Zwerchhäusern über Freigespärre, farbig gemustertes Backsteinmauerwerk über geböschtem Kalksteinsockel, mit Turm und Fachwerkteilen, historisierend, K. Weinschenk, 1892/93 | D-6-63-000-193  | BW |
| Höchberger Straße (Standort) | Stationsweg „Sieben Fälle nach Höchberg“                                                                   | Drei bildstockähnliche Stationen auf Würzburger Gebiet, jeweils bestehend aus Sockel mit Reliefaufsatz und Inschriftkartusche sowie Bedachung mit Kreuzaufsatz Erste Station, Christus vor Pilatus, Sandstein, bezeichnet mit „1626“ Zweite Station, Niederwerfung vor Kaiphas, Sandstein, bezeichnet mit „1626“ Dritte Station, Geißelung Christi, Sandstein, bezeichnet mit „1626“ | D-6-63-000-195  | BW |
| Höchberger Straße (Standort) | Weinbergsmauer                                                                                             | Mit angebautem Keller, über Türrahmung gestufte Aufmauerung mit rundbogiger Figurennische, zweite Hälfte 19. Jahrhundert Vermauerter Inschriftsockel, vermutlich von einem Bildstock oder Kreuz, Kalkstein, bezeichnet „1758“ | D-6-63-000-6    | BW |
| Höchberger Straße 37 (Standort) | Ehemaliges Stadtzollhaus                                                                                   | Freistehender zweigeschossiger Satteldachbau mit weit vorstehendem Pfettendach und Holzbalkon, Schweizer Stil, um 1895/1900 | D-6-63-000-194  | BW |
| Jägerstraße 2 (Standort) | Mietshaus                                                                                                  | Dreigeschossiger Walmdachbau mit geschweiften Zwerchblendgiebeln und Erkern, Putzmauerwerk mit Sandsteingliederungen, Neurenaissance, 1904 | D-6-63-000-216  | BW |
| Jägerstraße 14 a (Standort) | Gedenktafel                                                                                                | Inschrifttafel mit Bogenabschluss, Sandstein, klassizistisch, bezeichnet „1823“ | D-6-63-000-217  | BW |
| Jägerstraße 28 (Standort) | Mietshaus                                                                                                  | Dreigeschossiger Satteldachbau mit Abwalmung in Ecklage, Balkon und Heiligenfigur heiliger Joseph, Massivbau mit Putzgliederungen, historisierend, um 1890/1900 | D-6-63-000-757  | BW |
| Mainaustraße (Standort) | Gartenhaus des ehemaligen Hofguts Talavera                                                                 | Freistehender zweigeschossiger Mansardwalmdachbau mit Mittelrisalit, Putzfassade mit geohrten Sandsteinrahmungen, barock, 1719 | D-6-63-000-570  | Gartenhaus des ehemaligen Hofguts Talavera |
| Mainaustraße 40, 42 (Standort) | Ehemalige Zisterzienserinnen-Abtei Himmelspforten, jetzt Karmelitinnen-Kloster und Diözesan-Exerzitienheim | Katholische Klosterkirche Maria Aufnahme in den Himmel, einschiffiger Satteldachbau mit geschweiften Blendgiebeln und leicht eingezogenem gerade schließendem Chor mit Walmdach, als Dachreiter in Erscheinung tretender massiver Turm mit Spitzhelm und reicher Sandsteingliederung, Putzmauerwerk mit Sandsteinrahmungen, frühgotisch, zweite Hälfte 13. Jahrhundert, Umgestaltung, Nachgotik und Manierismus, um 1600; mit Ausstattung Ehemaliges Klostergebäude, zweigeschossiger Vierflügelbau mit Annex um einen Innenhof mit Kreuzgang, Satteldachbau mit Zwerchhäusern, historisierender Wiederaufbau 1963–1967 unter Wiedereinbau des Kreuzgangs, gotisch 13.–16. Jahrhundert und Teilen der historischen, festen Ausstattung Klostermauer mit Portalen, Kalkstein, 16.–18. Jahrhundert, im Kern wohl mittelalterlich; Portaltympanon mit Figuren, Sandstein, neugotisch, Mitte 19. Jahrhundert, 1884 vom Dom hierher versetzt | D-6-63-000-309  | weitere Bilder |
| Mainaustraße, bei Einmündung in die Frankfurter Straße (Standort)                                                                                          | Kruzifix                                                                                                   | 1777 | D-6-63-000-310  | Kruzifix |
| Neidertstraße 21 (Standort) | Evangelisch-lutherische Erlöserkirche                                                                      | Über quadratischem Grundriss diagonalgestellter Satteldachbau mit Annexen und sechseckigem Campanile, Backstein- bzw. Betonskelettbau, Nachkriegsmoderne, Olaf Andreas Gulbransson, 1960/61; mit Ausstattung | D-6-63-000-752  | BW |
| Neunerplatz (Standort) | Kriegerdenkmal für das Regiment Wrede                                                                      | Sockel mit Inschrifttafel und Löwenfigur, Sandstein und Bronze, erstes Drittel 20. Jahrhundert | D-6-63-000-391  | weitere Bilder |
| Schorkstraße 5 (Standort) | Heiligenfigur                                                                                              | Sockel mit Figurengruppe Heilige Anna-Selbdritt, Sandstein, Barock, 18. Jahrhundert | D-6-63-000-554  | BW |
| Sedanstraße, an der Heilig-Kreuz-Kirche (Standort) | Heiligenfigur Ecce-Homo                                                                                    | Sandstein, Sandstein, Paulus Michel, 1588 | D-6-63-000-134  | Heiligenfigur Ecce-Homo |
| Sedanstraße, an der Heilig-Kreuz-Kirche (Standort) | Heiligenfigur, Madonna                                                                                     | Sandstein, Spätbarock, 18. Jahrhundert | D-6-63-000-540  | BW |
| Sedanstraße 52 (Standort) | Sogenannte Mainaukaserne                                                                                   | Zentrale Gebäudegruppe bestehend aus einem mittleren zweigeschossigen Mansardwalmdachbau mit Mittelrisalit und Dachreiter sowie flankierenden dreigeschossigen Satteldachbauten mit querstehenden viergeschossigen Kopfbauten, letztere mit geschweiften Blendgiebeln bzw. Halbwalmdächern, Treppentürme mit unterschiedlichen Dachformen und -deckungen, Putzmauerwerk mit sparsamen Sandsteingliederungen über Kalksteinsockeln, Neorenaissance und Neobarock, 1907/08 Außenbauten, zugehörige ein- bis dreigeschossige Nebengebäude mit dem gleichen Formenrepertoire entlang der Einfriedung Zugehörige Kasernenmauer, Einfriedung in Form einer Mauer mit Pfeileraufsätzen und Fenstern sowie als Zaun mit Sockel und Pfeilern, Kalkstein, 1907/08 Zum Teil mit Kriegszerstörungen und in den 1950ern wiederhergestellt | D-6-63-000-625  | BW |
| Spessartstraße 9 (Standort) | Wohnhaus                                                                                                   | Zweigeschossiger Walmdachbau, Heimatstil, Eigenhaus des Architekten und Bauunternehmers Georg Eydel, 1927 Einfriedung mit Garagenbau, Kalkstein, 1927 | D-6-63-000-794  | BW |
| Weißenburgstraße 2 (Standort) | Gebäude der Bayerischen Landpolizei                                                                        | Zweigeschossiger Walmdachbau mit Mittelrisalit und Attika, Putzfassade mit sparsamer Gliederung, spätklassizistisch, um 1850 | D-6-63-000-169  | BW |
| Wörthstraße 10 (Standort) | Mietshaus                                                                                                  | Dreigeschossiger Walmdachbau mit Zwerchhaus und Erker in Ecklage, zweifarbige Backsteinobergeschosse mit Sandsteingliederungen, um 1900, Zwerchhaus verändert | D-6-63-000-795  | BW |
| Wörthstraße 12 (Standort) | Mietshaus                                                                                                  | Dreigeschossiger Mansardwalmdachbau mit seitlichen Risaliten über Kalksteinsockel, Putzmauerwerk mit Sandsteingliederungen und -balkonen, um 1900 | D-6-63-000-796  | BW |
| Wörthstraße 14 (Standort) | Mietshaus                                                                                                  | Dreigeschossiger Walmdachbau mit Mittelrisalit und Zwerchhaus, Backsteinmauerwerk mit Sandsteingliederungen, um 1900, Zwerchhaus verändert | D-6-63-000-781  | BW |
| Wörthstraße 19 (Standort) | Wasser- und Schiffahrtsdirektion, Verwaltungsgebäude, Hauptgebäude                                         | Dreigeschossiger Walmdachbau mit Eckrisaliten, Putzfassade mit Rustikaerdgeschoss, um 1880 | D-6-63-000-784  | BW |

## Ehemalige Baudenkmäler
In diesem Abschnitt sind Objekte aufgeführt, die früher einmal in der Denkmalliste eingetragen waren, jetzt aber nicht mehr. Objekte, die in anderem Zusammenhang also z. B. als Teil eines Baudenkmals weiter eingetragen sind, sollen hier nicht aufgeführt werden. Aktennummern in diesem Abschnitt sind ehemalige, jetzt nicht mehr gültige Aktennummern.

| Lage                                     | Objekt               | Beschreibung | Akten-Nr.      | Bild |
| ---------------------------------------- | -------------------- | --- | -------------- | ---- |
| Höchberger Straße (in Weinbergsmauer) () | Sockel mit Inschrift | bezeichnet mit "1778" | D-6-63-000-7   |      |
| Sedanstraße 7 (Standort)                 | Institutsgebäude     | Ehemaliges Chemisches Institut, zweigeschossiger Walmdachbau mit Attika und Säulenaltan über Kalksteinsockel, rückwärtiger eingeschossiger Laboranbau mit Satteldach, Fritz Saalfrank für den Chemieprofessor Hermann Pauly, Jugendstil, 1912; zugehörige Einfriedung, unverputzte Kalksteinmauer mit Fensteröffnungen und Holzelementen | D-6-63-000-539 | BW   |

## Abgegangene Baudenkmäler
In diesem Abschnitt sind Objekte aufgeführt, die früher einmal in der Denkmalliste eingetragen waren, jetzt aber nicht mehr existieren, z. B. weil sie abgebrochen wurden. Aktennummern in diesem Abschnitt sind ehemalige, jetzt nicht mehr gültige Aktennummern.

| Lage                      | Objekt                                    | Beschreibung | Akten-Nr.      | Bild |
| ------------------------- | ----------------------------------------- | --- | -------------- | ---- |
| Wredestraße 20 (Standort) | Fabrikantenvilla, sogenannte Woesch-Villa | Eingeschossiger Mansarddachbau mit Krüppelwalmen, Zwerchhausrisalit, Erker und Terrasse, bezeichnet mit „1918“ abgebrochen ca. 2005 | D-6-63-000-785 | BW   |